# Bittorrent (företag)
BitTorrent, Inc. är ett privatägt företag med huvudkontor i San Francisco, Kalifornien. Företaget är ansvarig utvecklare för BitTorrent peer-to-peerprotokollet (P2P) och driver också ett antal andra projekt som µTorrent och BitTorrent. 
Företaget grundades den 22 september 2004 av Bram Cohen och Ashwin Navin. 2018 köptes företaget upp av startupen TRON och Bram Cohen lämnade företaget .

## Produkter

### BitTorrent (Programvara)
BitTorrent är en P2P-programvara som utvecklas av Bram Cohen och BitTorrent, Inc. som används för uppladdning och nerladdning av filer via BitTorrent-protokollet. BitTorrent var den första programvaran utvecklad för protokollet och sedan version 6.0 har det varit en "rebranded"-version av µTorrent. Som resultat av detta är inte längre BitTorrent open-source.

### µTorrent
µTorrent (eller uTorrent; vanligen uttalas µT som uT) är en closed-sourced BitTorrentklient som distribueras som freeware. Programmet är tillverkat av BitTorrent, Inc. och det är en av de vanligaste BitTorrent klienterna utanför Kina.
Den är tillgänglig för Microsoft Windows, Android och Mac OS X. Det finns också en Server vid namn µTorrent Server för Linux. Alla versionerna är skrivna i C++.
Den 7 december 2006 köpte BitTorrent, Inc. upp µTorrent.

### BitTorrent/µTorrent Plus
Plusversionerna av BitTorrent och µTorrent är premiumversioner av de vanliga programmen som innehåller extrafunktioner. Första versionen av Plus presenterades den 29 november 2011 och släpptes den 8 december 2011.
När man köper Plusversionerna får man funktioner som:
- Automatisk antivirus för .torrent filerna
- Integrerad HD media-spelare
- Inbyggd filkonvertering för mediafiler
- Trådlös åtkomst till egna filer över internet (via smartphone)
- Ingen reklam

### BitTorrent Sync (beta)
BitTorrent Sync är en P2Pfil synkroniseringsprogramvara för Microsoft Windows, Mac OS och Linux. Programvaran är kapabel till att både synkronisera filer i samma nätverk och över internet.
Medan programvaran presenterades i januari 2013 släpptes första öppna alphaversionen den 23 april 2013

### BitTorrent Bundles
BitTorrent, Inc. har släppt ett antal olika "Bundles" (eller "Samlingar" på svenska) tillsammans med kända artister som Public Enemy, Linkin Park och Madonna. 
Den 17 september 2013 släppte BitTorrent, Inc. en alphaplattform vid namnet "BitTorrent Bundles for Publishers". Plattformen är till för att artister ska kunna distribuera vilken fil som helst i vilken storlek som helst till BitTorrentklienten.

#### Secretprojectrevolution
Secretprojectrevolution släpptes den 23 september 2013 och innehöll en 17 minuter lång film med samma namn, samt stillbilder från filmen. Man kunde också skicka in sin e-postadress eller donera pengar för att få extra material som HD och 2Kversioner av filmen, en intervju med VICE och ett meddelande från Madonna.

### BitTorrent DNA
BitTorrent DNA (Delivery Network Accelerator) är en filfördelningsservice som tillåter distributörer att distribuera filer med BitTorrentprotokollet och på så sätt inte belasta sina servrar lika mycket.